# Điện tích

Điện trường của điện tích điểm dương và âm.

Điện tích là một tính chất cơ bản và không đổi của một số hạt hạ nguyên tử (hạt sơ cấp), đặc trưng cho tương tác điện từ giữa chúng. Điện tích tạo ra trường điện từ và cũng như chịu sự ảnh hưởng của trường điện từ. Sự tương tác giữa một điện tích với trường điện từ, khi nó chuyển động hoặc đứng yên so với trường điện từ này, là nguyên nhân gây ra lực điện từ, một trong những lực cơ bản của tự nhiên.
Điện tích tạo từ các hạt mang điện rất nhỏ, như một chất điểm, thì điện tích được gọi là điện tích điểm. Nếu điện tích điểm được sử dụng trong một thí nghiệm, có thể là thí nghiệm tưởng tượng trên lý thuyết, thì nó được gọi là điện tích thử.
Điện tích của một vật vĩ mô là tổng đại số của tất cả các điện tích tương ứng của các hạt phần tử cấu thành nên vật đó. Thông thường, các vật quanh ta đều trung hòa về điện, đó là do mỗi nguyên tử ở trạng thái tự nhiên đều có tổng số proton bằng tổng số electron.
Tuy nhiên, ngay cả khi điện tích tổng cộng của một vật bằng không, vật ấy vẫn có thể tham gia tương tác điện từ, đó là nhờ hiện tượng phân cực điện. Các điện tích chịu sự ảnh hưởng của hiện tượng phân cực gọi là điện tích liên kết, các điện tích có thể di chuyển linh động trong vật dẫn dưới tác dụng của từ trường ngoài gọi là điện tích tự do.
Chuyển động của các hạt mang điện theo một hướng xác định được gọi là dòng điện.
Phần lớn điện lượng trong tự nhiên là bội số nguyên của điện tích nguyên tố. Các hạt quark có điện tích phân số so với e. Phản hạt của một hạt cơ bản có điện tích bằng về độ lớn nhưng trái dấu so với điện tích của hạt đó.
Có thể đo điện tích bằng một dụng cụ gọi là tĩnh điện kế.

## Cách hiểu khác của điện tích
Điện tích còn được hiểu là "vật tích điện". Mọi vật trung hòa về điện khi cho hay nhận điện tử âm sẽ trở thành điện tích.
Khi vật nhận electron vật sẽ trở thành điện tích âmː 
Vật + e → Điện tích âm (-)
Khi vật cho electron vật sẽ trở thành điện tích dươngː 
Vật − e → Điện tích dương (+)

## Ký hiệu và đơn vị đo lường
Điện tích âm có ký hiệu − Q. Điện tích dương có ký hiệu + Q.. Mọi điện tích đo bằng đơn vị Coulomb, ký hiệu C
Đơn vị Coulomb được định nghĩa như sau:
{\displaystyle 1C=6,24\times 10^{18}} electron.

## Tương tác điện tích

Tương tác giữa 2 điện tích điểm trong không gian

### Tương tác giữa hai điện tích
Khi hai điện tích tương tác với nhau, điện tích cùng loại đẩy nhau, điện tích khác loại hút nhau. Khi có 2 điện tích cách nhau một khoảng cách r thì lực tương tác của chúng tuân theo Định luật Coulomb, gọi là Lực Coulomb.
Định luật Coulomb phát biểu là: 
Lực hút hay đẩy giữa hai điện tích điểm có phương trùng với đường thẳng nối hai điện tích điểm đó, có độ lớn lực tương tác giữa hai điện tích điểm tỷ lệ thuận với tích độ lớn của các điện tích và tỷ lệ nghịch với bình phương khoảng cách giữa chúng.
{\displaystyle F=k{\frac {\left|q_{1}\right|\left|q_{2}\right|}{r^{2}}}}
Trong đó:
{\displaystyle {\begin{aligned}k_{\mathrm {e} }&={\frac {1}{4\pi \varepsilon _{0}}}={\frac {c^{2}\ \mu _{0}}{4\pi }}=c^{2}\cdot 10^{-7}\ \mathrm {H} \cdot \mathrm {m} ^{-1}\\&=8,987.551.787\times 10^{9}\ \mathrm {N\cdot m^{2}/C^{2}} \end{aligned}}}
{\displaystyle \epsilon _{0}\ } là hằng số điện môi, giá trị gần đúng thường dùng trong tính toán ở cấp phổ thông là {\displaystyle 9\times 10^{9}\ \mathrm {N\cdot m^{2}/C^{2}} }

### Tương tác giữa điện tích và điện
Tương tác giữa điện tích đứng yên và điện có điện lực {\displaystyle F_{E}} tạo ra dòng điện tích di chuyển thẳng hàng có điện trường E tuân theo định luật Ampere:
{\displaystyle E={\frac {F_{E}}{Q}}}
Vì vậy 
{\displaystyle F_{E}=QE}

### Tương tác giữa điện tích và từ
Tương tác giữa điện tích di chuyển và nam châm từ có từ lực {\displaystyle F_{B}} tạo ra từ trường B vuông góc với điện trường E tuân theo định luật Lorentz:
{\displaystyle F_{B}=\pm QvB}
Vậy:
{\displaystyle B={\frac {F_{B}}{Qv}}}
{\displaystyle v={\frac {F_{B}}{QB}}}

### Tương tác giữa điện tích cùng với điện và từ
{\displaystyle F_{EB}=F_{E}+F_{B}=QE\pm QvB=Q(E\pm vB)}
Khi v bằng không
{\displaystyle F_{EB}=F_{E}=QE}
Khi v khác không
{\displaystyle QE=QvB}
{\displaystyle E=vB}
{\displaystyle B={\frac {1}{v}}E}

## Lực tương tác điện tích
| Lực tĩnh điện | {\displaystyle F_{Q}=K{\frac {\|Q_{+}\|\|Q_{-}\|}{r^{2}}}} |
| Lực động điện | {\displaystyle F_{E}=QE}                                   |
| Lực động từ   | {\displaystyle F_{B}=\pm QvB}                              |
| Lực điện từ   | {\displaystyle F_{EB}=Q(E\pm vB)}                          |